# Amblypsilopus kaplanae
Amblypsilopus kaplanae är en tvåvingeart som beskrevs av Grichanov 1999. Amblypsilopus kaplanae ingår i släktet Amblypsilopus och familjen styltflugor.
Artens utbredningsområde är Madagaskar. Inga underarter finns listade i Catalogue of Life.